# Fontenay (Eure)
Fontenay és un municipi francès situat al departament de l'Eure i a la regió de Normandia. L'any 2007 tenia 316 habitants.

## Demografia

### Població
El 2007 la població de fet de Fontenay era de 316 persones. Hi havia 114 famílies, de les quals 16 eren unipersonals (8 homes vivint sols i 8 dones vivint soles), 41 parelles sense fills i 57 parelles amb fills.
La població ha evolucionat segons el següent gràfic:
Habitants censats

### Habitatges
El 2007 hi havia 125 habitatges, 112 eren l'habitatge principal de la família, 7 eren segones residències i 6 estaven desocupats. 122 eren cases i 2 eren apartaments. Dels 112 habitatges principals, 78 estaven ocupats pels seus propietaris, 31 estaven llogats i ocupats pels llogaters i 3 estaven cedits a títol gratuït; 1 tenia una cambra, 2 en tenien dues, 16 en tenien tres, 28 en tenien quatre i 65 en tenien cinc o més. 91 habitatges disposaven pel capbaix d'una plaça de pàrquing. A 45 habitatges hi havia un automòbil i a 60 n'hi havia dos o més.

### Piràmide de població
La piràmide de població per edats i sexe el 2009 era:
| Homes | Edats   | Dones |
| ----- | ------- | ----- |
| 0     | 95 o +  | 0     |
| 0     | 90 a 94 | 0     |
| 0     | 85 a 89 | 0     |
| 4     | 80 a 84 | 0     |
| 0     | 75 a 79 | 4     |
| 0     | 70 a 74 | 4     |
| 0     | 65 a 69 | 0     |
| 8     | 60 a 64 | 4     |
| 12    | 55 a 59 | 4     |
| 0     | 50 a 54 | 8     |
| 4     | 45 a 49 | 8     |
| 16    | 40 a 44 | 4     |
| 28    | 35 a 39 | 20    |
| 8     | 30 a 34 | 16    |
| 8     | 25 a 29 | 8     |
| 4     | 20 a 24 | 0     |
| 8     | 15 a 19 | 0     |
| 16    | 10 a 14 | 12    |
| 32    | 5 a 9   | 4     |
| 4     | 0 a 4   | 20    |

## Economia
El 2007 la població en edat de treballar era de 204 persones, 157 eren actives i 47 eren inactives. De les 157 persones actives 146 estaven ocupades (85 homes i 61 dones) i 11 estaven aturades (4 homes i 7 dones). De les 47 persones inactives 10 estaven jubilades, 24 estaven estudiant i 13 estaven classificades com a «altres inactius».

### Ingressos
El 2009 a Fontenay hi havia 112 unitats fiscals que integraven 326 persones, la mediana anual d'ingressos fiscals per persona era de 18.844 €.

### Activitats econòmiques
Dels 11 establiments que hi havia el 2007, 6 eren d'empreses de construcció, 1 d'una empresa de comerç i reparació d'automòbils, 2 d'empreses immobiliàries i 2 d'empreses de serveis.
Dels 6 establiments de servei als particulars que hi havia el 2009, 1 era un taller de reparació d'automòbils i de material agrícola, 1 paleta, 2 fusteries, 1 lampisteria i 1 empresa de construcció.

## Equipaments sanitaris i escolars
El 2009 hi havia una escola maternal integrada dins d'un grup escolar amb les comunes properes formant una escola dispersa.

## Poblacions més properes
El següent diagrama mostra les poblacions més properes.